# Zajączkowice
Zajączkowice – wieś w Polsce, położona w województwie świętokrzyskim, w powiecie ostrowieckim, w gminie Waśniów.
W latach 1975–1998 miejscowość administracyjnie należała do województwa kieleckiego.

## Części wsi
| SIMC    | Nazwa             | Rodzaj    |
| ------- | ----------------- | --------- |
| 0276570 | Pod Kopcem        | część wsi |
| 0276587 | Zajączkowice-Dwór | część wsi |

## Historia
Wieś występuje już w dokumencie z 1335 roku.
Według Jana Długosza w połowie XV w. Zajączkowice należały do prebendy sandomierskiej i miały 6 półłanów, z których płacono pół grzywny czynszu, 3 dni w roku odrabiano własnym pługiem i oddawano 2 kapłony, 30 jaj i 2 korce owsa miarą waśniowską.
Był tu jeden zagrodnik z rolą, który odrabiał 1 dzień w tygodniu pieszo. Dwór i folwark oddawały do Waśniowa dziesięcinę o wartości dwóch grzywien. Wszystkie role kmiece oddawały dziesięcinę o wartości 7 grzywien opactwu w Wąchocku. Od trzech sadzawek i młyna płacono czynsz w wysokości 1 grzywny.
Według rejestru poborowego powiatu sandomierskiego z 1578 wieś była własnością kanonii sandomierskiej i miała 8 osad, 5½ łanów, 2 zagrodników z rolą, 5 komorników, 6 biednych i 1 rzemieślnika.
W 1827 Zajączkowice miały 17 domów i 127 mieszkańców. Słownik geograficzny Królestwa Polskiego z lat 80. XIX wieku podaje, że było tutaj 20 domów, 179 mieszkańców, 309 mórg ziemi dworskiej i 109 ziemi włościańskiej.

## Zabytki
- Figura przydrożna świętego Jana Nepomucena z 1887 r.